# Joan Robert Masdeu Mayans
Joan Robert Masdeu Mayans (Nonasp, 1943) és un mestre i polític formenterenc, diputat al Parlament de les Illes Balears en la IV Legislatura.

## Biografia
Fill de Francesc Masdeu Giménez, va fer els primers estudis a Eivissa, es graduà en magisteri a l'Escola Normal Jaume Balmes de Barcelona i a l'Escola Superior de Belles Arts Sant Jordi. Treballà com a mestre a Sant Adrià del Besòs fins al 1970, quan fou destinat a Eivissa i el 1972 al col·legi de Sant Ferran de ses Roques de Formentera, fins que el 2004 es va jubilar.
Fou candidat del Grup d'Independents de Formentera (GUIF) a les eleccions al Parlament de les Illes Balears de 1991, però no fou escollit. Sí que serà elegit diputat per l'AIPF a les eleccions al Parlament de les Illes Balears de 1995, on fou escollit membre del Consell Insular d'Eivissa i Formentera. A les eleccions municipals espanyoles de 1999 fou escollit regidor a l'ajuntament de Formentera. Durant la seva gestió es va millorar el paviment de les carreteres i el centre mèdic. A les eleccions de 2003 hi participà de manera testimonial en les llistes del GUIF.